# Право голосу
Пра́во го́лосу — право громадян країни обирати, тобто шляхом голосування формувати органи публічної влади відповідно до закону, та вирішувати інші значущі питання суспільного життя. Підставою реалізації виборцем свого права голосу на виборах в Україні є його включення до списку виборців на виборчій дільниці, утвореній відповідно до чинного законодавства з метою проведення голосування на виборах. 

## В Україні
Згідно зі статтею 70 Конституції України:
| Стаття 70. Право голосу на виборах і референдумах мають громадяни України, які досягли на день їх проведення вісімнадцяти років. Не мають права голосу громадяни, яких визнано судом недієздатними. |

## Трактування
Право голосу є синонімом активного виборчого права.
Право голосу ще позначають таким терміном як "право виборців".

## Різновиди
У корпоративному праві — право кожного акціонера голосувати з питань порядку денного на зборах акціонерів особисто або через довірену особу.